# ماركو يوفانوفيتش
ماركو يوفانوفيتش (بالصربية: Марко Јовановић)‏ (و. 1988  م) هو لاعب كرة قدم، من صربيا، ولد في بلغراد، شارك في الألعاب الأولمبية الصيفية 2008، يلعب كمُدَافِع.

## روابط خارجية
- ماركو يوفانوفيتش على موقع الاتحاد الدولي (مؤرشف)  (الإنجليزية)
- ماركو يوفانوفيتش على موقع الاتحاد الأوربي (الإنجليزية)
- ماركو يوفانوفيتش على موقع قاعدة بيانات كرة القدم.إي يو (الإنجليزية)
- ماركو يوفانوفيتش على موقع Soccerway.com (الإنجليزية)
- ماركو يوفانوفيتش على موقع عالم كرة القدم.نت (الإنجليزية)
- ماركو يوفانوفيتش على موقع اللجنة الأولمبية الدولية (الإنجليزية)
- ماركو يوفانوفيتش على موقع أوليمبيديا (الإنجليزية)